# أفراح (ممثلة)
أفراح (2 أبريل 1990 -)، ممثلة كويتية. وهي أخت الممثلة الجوهرة. ظهرت في أعمال قليلة من أبرزها أدوار «لولوة» في فضة قلبها أبيض و«شيخة» في مسلسل عيون الحب، وبعد إعلان شقيقتها اعتزال التمثيل خلال اتصال هاتفي في قناة فنون عام 2011 اعتزلت هي الأخرى بعد انتهاءها من التمثيل في مسرحية كتاب العجائب.

## أعمالها

### من المسلسلات
- زهور عمري.
- جمانة.
- فضة قلبها أبيض.
- عيون الحب.
- أنين.
- ساهر الليل.

### من المسرحيات
- عصابة عزوز.
- كتاب العجائب.

## روابط خارجية
- أفراح على موقع قاعدة بيانات الأفلام العربية